# Вятский уезд
Вя́тский уе́зд (Хлы́новский уе́зд) — административно-территориальная единица в составе Сибирской, Казанской и Вятской губерний, существовавшая в 1719—1929 годах. Уездный город — Вятка.

## Географическое положение
Уезд располагался в центральной части Вятской губернии и являлся самым маленьким в губернии. Площадь уезда составляла в 1897 году 5 224,1 верст² (5 945 км²), в 1926 году — 6 090 км².

## История
В 1719 году в соответствии со Второй Петровской реформой в составе Вятской провинции Сибирской губернии был образован Хлыновский дистрикт, как местность вокруг города Хлынов. В 1727 году дистрикты были преобразованы в уезды, а Хлыновский уезд вместе с Вятской провинцией переданы Казанской губернии.
В 1780 году было образовано Вятское наместничество. Одновременно город Хлынов переименован в Вятку, а Хлыновский уезд официально оформлен как Вятский уезд. С 1796 года Вятский уезд в составе Вятской губернии.
5 января 1921 года к Вятскому уезду была присоединена Лемская волость Глазовского уезда.
19 мая 1924 года были упразднены Бобинская (территория передана в Вятскую волость), Кстининская (территория передана в Вятскую волость), Лемская (территория передана в Ухтымскую волость Нолинского уезда), Макарьевская (территория передана в Вятскую волость), Медянская (территория передана в Загарскую волость), Нагорская (территория передана в Куменскую волость), Пальничная (территория передана в Якимовагинскую волость), Пасеговская (территория передана в Вятскую волость), Поломская (территория передана в Просницкую волость), Рохинская (территория передана в Селезневскую волость), Сулаевская (территория передана в Вожгальскую волость), Троицкая (территория передана в Вятскую волость), Филипповская (территория передана в Селезневскую волость), Чепецкая (территория передана в Просницкую волость), Щербининская (территория передана в Вятскую волость), Югринская (территория передана в Вятскую волость), Якшинская (территория передана в Вожгальскую волость) волости. Образована Вятская (путём объединения Бобинской, Кстининской, Макарьевской, Пасеговской, Троицкой, Щербининской и Югринской волостей) волость.
14 января 1929 года Вятская губерния была упразднена и Вятский уезд был включён в состав Нижегородской области.
10 июня 1929 года Вятская губерния и все уезды были упразднены. При этом Калачиговский с/с Куменской волости был передан в Верхошижемский район Вятского округа Нижегородской области, все сельсоветы Вожгальской волости, Быковский, Гольнинский, Костинский, Куменский, Морянский, Нагорский, Угрюмский, Федянинский, Четвериковский, Юговский и Якшинский сельсоветы Куменской волости, Абросовский, Бобровский, Каринский, Нижне-Ивкинский, Сморкаловский и Якимовагинский сельсоветы Якимовагинской волости, селения Бурмакино, Голыши, Грязниха, Зорин, Кассиха, Кокорино, Лаишево, Машковицы, Мокруши, Петреиха, Петруши, Подбор, Рябовщина, Стожариха, Тропицын, Феофиленки, Щукин и Шуравины Шепелевского сельсовета Якимовагинской волости, селения Кунгур, Минеево, Федотово, Чурино, Шарино и Шаромово Минеевского сельсовета Просницкой волости — в Вожгальский район Вятского округа Нижегородской области, селения Ваговщина, Коковиха и Трушкины Шепелевского сельсовета Якимовагинской волости — в Швецовский сельсовет Вожгальского района Вятского округа Нижегородской области, все сельсоветы Вятской волости, Анкушинский, Зоновский, Ложкарский, Мартыновский, Медянский, Никольский, Новомедянский, Окуловский и Пустошинский сельсоветы Загарской волости, Крутихинский и Нелюбинский сельсоветы Якимовагинской волости — в Вятский район Вятского округа Нижегородской области, Бельницкий, Волчетроицкий, Кощеевский, Лбовский, Опалевский, Пасинский, Рохинский, Рябовский, Селезневский, Семушинский, Сулаевский и Шлендовский сельсоветы Селезневской волости — в Зуевский район Вятского округа Нижегородской области, Волминский, Гаженовский, Долгановский, Злобинский, Ильинский, Ключевский, Максаковский, Прокудинский, Поломский, Просницкий, Северюхинский, Салтыковский, Суслопаровский, Торопунинский и Чепецкий сельсоветы Просницкой волости, Башлановский, Вахрушевский, Вяткинский, Пыжинский и Филипповский сельсоветы Селезневской волости — в Просницкий район Вятского округа Нижегородской области, селение Голодаево Минеевского сельсовета Просницкой волости — в Торопунинский сельсовет Просницкого района Вятского округа Нижегородской области, а Забегаевский, Конкинский и Кривошеинский сельсоветы Загарской волости — в Слободской район Вятского округа Нижегородской области. Одновременно город Вятка получил статус города окружного подчинения Вятского округа Нижегородской области.

## Демография
По данным переписи 1897 года в уезде проживало 192 208 чел. В том числе русские — 99,5 %. В городе Вятка проживало 25 008 чел.
По итогам всесоюзной переписи населения 1926 года население уезда составило 266 332 человек, из них городское (город Вятка) — 62 097 человек.

## Административное деление

### Станы и волости в XVII веке
- Берёзовский стан
  - Курмыжская (Кырмыжская) волость
- Бобинский стан
- Спенцынский стан
  - Бритовские волости (стан)
  - Быстрицкая волость
- Великорецкий стан
  - Великорецкая волость
  - Верховская волость
  - Гарца волость
  - Загарская волость
  - Медянская волость
  - Окологородняя волость
  - Подрельская волость
  - Чудиновская волость
- Волковский стан
- Верхочепецкий стан (удмуртские и татарские земли)
- Каринский стан (удмуртские и татарские земли)
- Сунская волость
- Тимиревская волость
- Чепецкий стан
  - Филиповская волость
  - Ошланская волость
  - Волчья волость
  - слободка Филиповка

### Конец XIX века
В 1891 году в состав уезда входило 25 волостей:
| № п/п | Волость        | Волостное правление   | Число селений | Население |
| ----- | -------------- | --------------------- | ------------- | --------- |
| 1     | Бобинская      | с. Бобино             | 77            | 3689      |
| 2     | Вичевская      | с. Загарье            | 66            | 4978      |
| 3     | Вожгальская    | с. Вожгалы            | 100           | 9319      |
| 3     | Кстининская    | д. Вотская Пустошь    | 172           | 9593      |
| 4     | Куменская      | с. Кумёны             | 71            | 8217      |
| 5     | Макарьевская   | с. Макарье            | 99            | 6432      |
| 6     | Медянская      | с. Медянка            | 92            | 5846      |
| 7     | Нагорская      | д. Нагорская          | 104           | 10 156    |
| 8     | Пальничная     | д. Пальник            | 84            | 7922      |
| 9     | Пасеговская    | с. Пасегово           | 94            | 5146      |
| 10    | Поломская      | с. Ржано-Поломское    | 76            | 8504      |
| 11    | Просницкая     | с. Просница           | 90            | 6350      |
| 12    | Рохинская      | д. Рохачи             | 122           | 9014      |
| 13    | Селезеневская  | с. Селезениха         | 99            | 9200      |
| 14    | Сулаевская     | д. Малый Кунгур       | 70            | 7440      |
| 15    | Троицкая       | д. Костины            | 141           | 10 749    |
| 16    | Филипповская   | с. Филиппово          | 70            | 6915      |
| 17    | Чепецкая       | с. Северюхинская      | 75            | 5618      |
| 18    | Щербининская   | с. Ганины             | 84            | 4895      |
| 19    | Югринская      | д. Федоркова          | 119           | 8398      |
| 20    | Якимовагинская | с. Слудное            | 97            | 8189      |
| 21    | Якшинская      | д. Медведовски Якшино | 82            | 4904      |

### Перепись 1926 года
По переписи 1926 года в состав уезда входил 1 город и 7 волостей:
| № п/п | Волость                                                   | Центр         | Число сельсоветов | Число НП | Население |
| ----- | --------------------------------------------------------- | ------------- | ----------------- | -------- | --------- |
| 1     | Вожгальская                                               | с. Вожгалы    | 14                | 274      | 24 052    |
| 2     | Вятская                                                   | г. Вятка      | 29                | 833      | 64 130    |
| 3     | Загарская                                                 | с. Загарье    | 12                | 253      | 20 060    |
| 4     | Куменская                                                 | с. Кумёны     | 12                | 211      | 20 791    |
| 5     | Просницкая                                                | с. Просница   | 16                | 284      | 26 425    |
| 6     | Селезеневская                                             | с. Селезениха | 22                | 400      | 36 693    |
| 7     | Якимовагинская                                            | с. Слудное    | 9                 | 149      | 12 084    |
| —     | город Вятка                                               | —             | —                 | 1        | 59 705    |
| —     | населённые пункты, подчинённые администрации города Вятка | —             | —                 | 5        | 2392      |

## Председатели уисполкома
С 1918 по 1929 годы в Вятском уисполкоме председательствовали:
| Ф. И. О.                      | Время замещения должности  |
| ----------------------------- | -------------------------- |
| Корчемкин Максим Алексеевич   | март — август 1918         |
| Маренкин Иван Фёдорович       | август 1918 — апрель 1919  |
| Дегтярёв Гавриил Трофимович   | май — октябрь 1919         |
| Федянин Иван Степанович       | октябрь 1919 — апрель 1920 |
| Журавлев Алексей Алексеевич   | апрель — ноябрь 1920       |
| Корякин Алексей Георгиевич    | ноябрь 1920 — октябрь 1921 |
| Свалов Василий Фёдорович      | октябрь 1921 — июнь 1923   |
| Безденежных Алексей Андреевич | июнь — июль 1923           |
| Засухин Никифор Николаевич    | август 1923 — май 1924     |
| Вылегжанин Павел Ильич        | май 1924 — август 1925     |
| Шиляев Андрей Варфоломеевич   | август 1925 — март 1927    |
| Лимонов Иван Фёдорович        | март 1927 — ноябрь 1928    |
| Варзегова Елизавета Ивановна  | декабрь 1928 — июнь 1929   |
| Сапожников Николай Георгиевич | июнь — август 1929         |